# Кагге, Эрлинг
Эрлинг Кагге (15 января 1963) — норвежский исследователь, юрист, политик и писатель. В 1990 году вдвоем с Бёрге Усландом совершил поход к Северному полюсу. В 1993 году достиг Южного полюса в одиночку и без связи с «большой землей», пройдя 1310 км за 50 дней. В 1994 г. покорил Эверест и, таким образом, стал первым в истории человеком, покорившим «три полюса Земли» (Северный полюс, Южный полюс и Джомолунгма).

## Достижения
В 1990 году Эрлинг Кагге и Бёрге Усланд впервые в истории достигли Северного полюса без внешней поддержки. 8 марта 1990 года пара стартовала с острова Элсмир и через 58 дней достигла Северного полюса. Переход на расстояние около 800 км производился на лыжах с санями на буксире
В 1992—1993 гг., совершил первый поход на Южный полюс без внешней поддержки и радиосвязи, покрыв 1310 км за 50 дней. Это достижение попало на обложку международного издания журнала Time от 1 марта 1993 г..
В 1994 году Кадде совершил восхождение на Эверест, став таким образом первым человеком, покорившим три полюса Земли
.
В 2010 году вместе с историком и фотографом Стивом Дунканом в течение пяти дней прошел пешком по канализации Нью-Йорка от Бронкса до берега океана. В 2012 году вместе со сценаристом Петтером Скавланом и галеристом Педер Лунде в течение трех дней прошел Бульвар Сансет в Лос-Анджелесе.

## Образование и работа
В начале 1990-х годов работал юристом в Norsk Hydro. После достижения трех полюсов мира поступил в Кембриджский Университет, где проучился три семестра на философском факультете. В 1996 году основал издательство, Kagge Forlag, быстро ставшим одним из ведущих издательств Норвегии. В 2000 году Kagge Forlag приобрел одно из старейших норвежских издательств,  Stenersens Forlag.

## Автор
Написал шесть книг о путешествиях, философии и коллекционировании предметов искусства, впоследствии переведенных на несколько языков.

## Коллекционер
Кагге известен как коллекционер современного искусства и русской иконы. В 2015 году его коллекция выставлялась в музее современного искусства Аструпа Фернли.

## Мнения
Газета Нью-Йорк Таймс назвала Кагге «философским авантюристом или, возможно, авантюрным философом».

## Семья
Имеет трех дочерей: Нор, Ингрид и Сольвейг.

## Книги
- Nordpolen: Det siste kappløpet. J.W. Cappelens forlag. — 1990. — ISBN 82-02-12406-9.
- Alene til Sydpolen. Cappelen. — 1993. — ISBN 82-02-14087-0.
- På eventyr. N. W. Damm & Son. — 1994. — ISBN 82-517-8081-0.
- Pole to Pole & Beyond. N. W. Damm & Son. — 1994. — ISBN 82-517-8082-9.
- Philosophy for Polar Explorers: What They Don’t Teach You in School. Pushkin Press. — 2007. — ISBN 1-901285-69-3.
- A Poor Collectiors Guide to Buying Great Art. Kagge Forlag. — 2015.
- Manhattan Underground. World Editions. — 2015.
- Silence: In the Age of Noise.Pantheon. — 2017. — ISBN 15-247-3323-7.

### Переводы на русский язык
- Тишина в эпоху шума. Маленькая книга для большого города. — М.: Альпина Паблишер, 2017. — 147, [3] с. — ISBN 978-5-9614-6382-8.
- Прогулка. Самый простой источник радости и смысла. — М.: Манн, Иванов и Фербер, 2021. — 192 с — ISBN 978-5-00169-568-4.